# Cheiracanthium pelasgicum
Cheiracanthium pelasgicum là một loài nhện trong họ Miturgidae.
Loài này thuộc chi Cheiracanthium. Cheiracanthium pelasgicum được Carl Ludwig Koch miêu tả năm 1837.